# Polluce (torpediniera)
La Polluce è stata una torpediniera della Regia Marina.

## Storia
Nel primo periodo di servizio l'unità ebbe base in Libia.
All'ingresso dell'italia nella seconda guerra mondiale la nave faceva parte della XIV Squadriglia Torpediniere di base a Messina, che formava insieme alle gemelle Pallade, Partenope e Pleiadi. Comandante dell'unità era il tenente di vascello Ener Bettica (che, promosso a capitano di corvetta nel settembre 1940, mantenne il comando della torpediniera sino al mese successivo).
Nella notte precedente la dichiarazione di guerra, tra il 9 ed il 10 giugno 1940, la Polluce e la gemella Calipso, insieme ai cacciatorpediniere Corazziere e Lanciere ed agli incrociatori leggeri Cadorna e Da Barbiano, effettuarono la posa di un campo minato tra le isole di Lampedusa e Kerkennah.
La nave fu poi impiegata in compiti di scorta convogli e caccia antisommergibile nelle acque di Sicilia, Libia ed Albania e nel Mar Egeo.
Il 13 giugno 1940 la Polluce venne infruttuosamente attaccata con lancio di siluri, unitamente al sommergibile Giovanni Bausan, dal sommergibile britannico Grampus nelle acque della Sicilia.
Il giorno seguente la torpediniera venne nuovamente fatta oggetto del lancio di siluri del Grampus al largo di Siracusa: anche in questo caso la nave italiana poté evitare le armi.
Il 16 giugno l'unità faceva parte di un rastrello antisom insieme alle gemelle Circe, Clio e Calliope. Intorno alle sette di sera la Circe avvistò un periscopio: apparteneva ancora una volta al Grampus, che poco dopo s'immerse non prima di aver lanciato due siluri contro la Polluce. Evitate le armi, quest'ultima, insieme alla Circe ed alla Clio, passò al contrattacco con cariche di profondità: al nono passaggio con lancio di bombe emerse una grossa quantità di rottami. Colpito dalle bombe, il Grampus s'inabissò nel punto 37°05' N e 17°30' E, circa 105 miglia a levante di Siracusa, senza superstiti tra i 59 membri dell'equipaggio. La scarica di bombe che affondò il Grampus è attribuita alla Polluce (in concorso anche con la Circe).
Nel corso del 1941 la torpediniera venne modificata con l'eliminazione delle poco efficaci mitragliere da 13,2 mm e la loro sostituzione con 8 armi da 20/65 mm.
L'8 marzo 1941 la Polluce, insieme alla Pallade, si aggregò a Palermo alla scorta di un convoglio – motonavi da carico Andrea Gritti e Sebastiano Venier scortate dalla torpediniera Alcione – salpato da Napoli due giorni prima. Con il supporto aggiuntivo delle torpediniere Centauro e Clio che scortarono sia questo che un altro convoglio, le navi proseguirono dal porto siciliano verso Tripoli dove giunsero, senza danni, alle 13.30 dell'11 marzo.
Il 1º aprile la Polluce salpò da Napoli diretto a Tripoli, di scorta – insieme ai cacciatorpediniere Euro, Tarigo e Baleno ed alla torpediniera Partenope – ad un convoglio composto dai trasporti truppe Esperia, Conte Rosso, Marco Polo e Victoria: le navi giunsero a destinazione l'indomani.
Il 18 maggio l'unità stava scortando da Tripoli a Bengasi il piroscafo Giovinezza, quando questi, silurato dal sommergibile HMS Tetrarch, affondò in posizione 31°55' N e 19°54' E (al largo di Bengasi).
Il 30 maggio il convoglio che Pallade e Polluce stavano scortando al largo di Sirte, formato dai piroscafi Tilly Russ (tedesco) e Ca' Da Mosto (italiano) venne infruttuosamente attaccato dal sommergibile britannico Utmost. Le navi giunsero indenni a Tripoli il giorno seguente.
Il 9 giugno la Pallade e la Polluce lasciarono Tripoli per scortare a Bengasi i piroscafi Silvio Scaroni, Cadamosto ed Aosta, ma il giorno successivo il convoglio venne attaccato dal sommergibile Taku: il Silvio Scaroni, silurato, affondò nel punto 32°27' N e 18°42' E (a 70 miglia per 283° per Bengasi), mentre le due torpediniere, dopo aver bombardato il Taku con cariche di profondità (senza risultato), proseguirono assieme ai due trasporti verso Bengasi, dove arrivarono il giorno stesso.
Il 19 giugno la Polluce rimase danneggiata durante una scorta ad un convoglio per la Libia, venendo presa a rimorchio dal piroscafo Caffaro.
Il 7 settembre 1941 la Polluce e la gemella Centauro rilevarono a Messina la vecchia torpediniera Fabrizi nella scorta dei mercantili tedeschi Livorno e Spezia diretti a Bengasi. L'11 settembre il sommergibile britannico Thunderbolt attaccò il convoglio al largo di Bougie e colpì il Livorno che affondò nel punto 31°58' N e 19°23' E, mentre le altre navi giunsero a destinazione in giornata.
Il 14 settembre la Polluce stava scortando il piroscafo tedesco Tinos una trentina di miglia a nordovest di Bengasi, quando il trasporto venne attaccato dal sommergibile Thunderbolt: questa volta i siluri mancarono il bersaglio.
Il 14 ottobre la torpediniera uscì da Tripoli per assistere il piroscafo Bainsizza, che, silurato da aerosiluranti inglesi nel punto 34°15' N e 12°12' E, stava cercando di raggiungere il porto al traino dei rimorchiatori Ciclope e Max Barendt: tutti gli sforzi risultarono inutili ed il mercantile affondò l'indomani.
Il 13 febbraio 1942 la Polluce lasciò Tripoli per scortare a Palermo, insieme al cacciatorpediniere Premuda, i piroscafi Ariosto ed Atlas, carichi di prigionieri di guerra. All'1.57 del 14 febbraio 1942 la Polluce, nel punto 33°18' N e 12°12' E, venne fatta bersaglio del lancio di tre siluri da parte del sommergibile polacco Sokol, senza essere colpita. L'indomani il convoglio fu attaccato da un altro sommergibile, il britannico P 38: l’Ariosto, silurato, si spezzò in due ed affondò al largo della Tunisia, trascinando con sé 158 dei 410 uomini a bordo, tra cui 138 prigionieri (su un totale di 294 imbarcati). Dopo aver recuperato i sopravvissuti, la Polluce scortò l’Atlas a Palermo, dove giunse alle tre del pomeriggio del giorno seguente.
Nel pomeriggio dell'11 maggio  1942 la nave partì da Napoli per Tripoli di scorta – insieme ai cacciatorpediniere da Recco e Premuda ed alle torpediniere Castore, Pallade e Climene – ad un convoglio composto dalle moderne motonavi da carico Gino Allegri, Reginaldo Giuliani, Ravello, Agostino Bertani ed Unione e dal grosso piroscafo tedesco Reichenfels: si trattava dell'operazione di traffico «Mira», che prevedeva l'invio in Libia di 58 carri armati, 713 veicoli, 3086 tonnellate di combustibili ed olii lubrificanti, 513 uomini e 17.505 t di munizioni ed altri rifornimenti. La Giuliani fu colta da un'avaria alle pompe e dovette ripiegare su Palermo; per scortarla fu distaccato il Premuda. Il resto del convoglio giunse indenne a destinazione.
L'11 agosto 1942 la Polluce e la vecchia torpediniera Papa effettuarono a sud di Creta un'azione antisom che potrebbe aver portato all'affondamento del sommergibile HMS Thorn, che tuttavia è in realtà da attribuirsi molto più probabilmente alla torpediniera Pegaso.
Il 15 agosto l'unità stava scortando da Brindisi a Bengasi, insieme al cacciatorpediniere da Recco ed alle torpediniere Castore e Calliope, le grosse motonavi Lerici e Ravello, quando, alle 18.30, in posizione 34°50' N e 21°30' E, la Lerici fu silurata ed incendiata dal sommergibile HMS Porpoise: da Recco, Castore e Ravello proseguirono verso Bengasi, la Lerici, dopo inutili tentativi di salvataggio da parte della Calliope, affondò di poppa. La Polluce diede la caccia al sommergibile attaccante e ritenne, a torto, di averlo affondato (in realtà il Porpoise era stato danneggiato), dopo di che partecipò, insieme alla Calliope, al recupero dei naufraghi della Lerici.
Il 24 agosto la Polluce (al comando del tenente di vascello Tito Burattini) e la gemella Climene si aggregarono al Pireo, insieme al piroscafo Tergestea, ad un convoglio proveniente da Brindisi e composto dal cacciatorpediniere Da Recco e dalla motonave Manfredo Camperio; una volta giunto nel porto greco, al convoglio si aggiunsero il piroscafo Tergestea e le torpediniere Polluce e Climene. Ripartito il convoglio per Bengasi, alle 7.49 del 27 agosto la Camperio fu silurata dal sommergibile HMS Umbra e s'incendiò. La Polluce ricevette il compito di assistere la nave danneggiata e lo fece in ogni modo: trasferì sulla Camperio parte dell'equipaggio per aiutare i marinai della motonave nell'opera di spegnimento degli incendi e tentò di accostarsi all'unità sinistrata per poter adoperare al meglio le proprie apparecchiature antincendio, ma fu tutto inutile e su ordine del comandante del da Recco, capitano di vascello Cocchia, che temeva che l'eventuale esplosione del mercantile – carico di munizioni – potesse portare alla perdita della Polluce, la torpediniera rinunciò al salvataggio (del resto ormai improbabile) della Camperio e, dopo averne recuperato l'equipaggio, la finì a cannonate: la motonave affondò alle 12.28, in posizione 35°39' N e 23°07' E. Mentre il Da Recco dava la caccia al sommergibile attaccante e quindi si univa al resto del convoglio che proseguiva per Bengasi, la Polluce, ultimate le operazioni di salvataggio dei naufraghi, diresse per il Pireo dove li sbarcò.
Alle otto del 2 settembre 1942 la Polluce salpò dal Pireo per scortare a Tobruk, insieme alle gemelle Lupo, Castore e Calliope, un convoglio composto dai piroscafi Padenna, Sportivo e Bianchi. Alle 18.45 del 3 settembre il convoglio subì un primo attacco da parte di bombardieri Consolidated B-24 Liberator: la reazione della scorta disperse la formazione attaccante, obbligandola a ritirarsi. Intorno alla mezzanotte ebbe inizio un nuovo attacco aereo: il Bianchi venne colpito ed esplose, affondando in pochi secondi, mentre le altre unità si divisero: la Lupo e la Castore si allontanarono insieme allo Sportivo, la Polluce e la Calliope proseguirono in altra direzione con il Padenna. Nelle prime ore del 4 settembre ebbe inizio un nuovo attacco aereo: un velivolo buttatosi in picchiata sulla Polluce, la colpì con una bomba incendiaria sul ponte di poppa, distruggendo il cannone poppiero da 100 mm e provocando un vasto incendio e numerose vittime e feriti. La Calliope accorse in aiuto dell'unità gemella, affiancandosi ad essa e lasciando proseguire da solo il Padenna (che alle 2.57 venne colpito da due siluri lanciati dal sommergibile HMS Thrasher e s'inabissò nel punto 32°44' N e 24°11' E). Le fiamme vennero parzialmente domate prima che potessero raggiungere i depositi di nafta e la Polluce venne presa a rimorchio dalla Calliope che tentò di trainarla verso la costa, ma le condizioni del mare andavano peggiorando e ad un certo punto un'onda investì la zona poppiera della nave danneggiata, che iniziò ad affondare. Mentre l'equipaggio la abbandonava, la torpediniera scomparve rapidamente al largo di Tobruk. I sopravvissuti vennero salvati dalla nave ospedale Virgilio.

Comandanti
Tenente di vascello Ener Bettica (nato a Castagnole delle Lanze il 17 febbraio 1907) (10 giugno - ottobre 1940)
Capitano di corvetta Tito Livio Burattini (nato ad Ancona il 12 giugno 1910) (ottobre 1940 - 4 settembre 1942)